# Ombessa
Ombessa est une commune du Cameroun située dans la région du Centre et le département du Mbam-et-Inoubou.

## Population
Lors du recensement de 2005, la commune comptait 25 640 habitants, dont 3 816 pour la ville d'Ombessa.

## Géographie

### Relief
Le paysage de la Commune d'Ombessa présente une topographie caractérisée par une plaine légèrement ondulée, parsemée de massifs forestiers épars. Cette zone écotonale, située à la limite entre la forêt dense et la savane, offre un relief modulé par la présence de collines et de vallées. L' absence de formations montagneuses marquées confère à ce paysage une identité géographique distincte, qui a pu influencer l'occupation humaine et les pratiques culturelles de la region.

## Chefferies traditionnelles
L'arrondissement compte une chefferie traditionnelle de 2e degré reconnue par le ministère de l'administration territoriale :
- Le Canton Gunu Nord

## Organisation
Outre Ombessa, la commune comprend les villages suivants :
- Baliama ;
- Baningouang ;
- Bogondo ;
- Bouraka ;
- Boyaba ;
- Boyabissoumbi ;
- Essende ;
- Guientsing I ;
- Guientsing II ;
- Guientsing III.

## Santé
Le Centre Médical d'Arrondissement est la principale structure sanitaire disposant d une morgue et secondée par plusieurs centres de Santé intégrés (Baliama, Guientsing, Essende).

## Personnalités
- Serge Hervé Boyogueno (1982-), homme d'affaires, est né à Ombessa.